# Manja Vas
 Manja Vas  falu Horvátországban Zágráb megyében. Közigazgatásilag Szamoborhoz tartozik.

## Fekvése
Zágrábtól 25 km-re, községközpontjától 6 km-re délnyugatra a Zsumberk-Szamobori-hegység területén fekszik.

## Története
A falunak 1857-ben 69, 1910-ben 126 lakosa volt. Trianon előtt Zágráb vármegye Szamobori járásához tartozott. 2011-ben 79 lakosa volt.

## Lakosság
| Lakosság változása | Lakosság változása | Lakosság változása | Lakosság változása | Lakosság változása | Lakosság változása | Lakosság változása | Lakosság változása | Lakosság változása | Lakosság változása | Lakosság változása | Lakosság változása | Lakosság változása | Lakosság változása | Lakosság változása | Lakosság változása |
| ------------------ | ------------------ | ------------------ | ------------------ | ------------------ | ------------------ | ------------------ | ------------------ | ------------------ | ------------------ | ------------------ | ------------------ | ------------------ | ------------------ | ------------------ | ------------------ |
| 1857               | 1869               | 1880               | 1890               | 1900               | 1910               | 1921               | 1931               | 1948               | 1953               | 1961               | 1971               | 1981               | 1991               | 2001               | 2011               |
| 69                 | 95                 | 118                | 135                | 131                | 126                | 138                | 161                | 140                | 136                | 138                | 128                | 117                | 104                | 78                 | 79                 |

## Nevezetességei
Jézus szíve tiszteletére szentelt kápolnája.

## Külső hivatkozások
- Szamobor hivatalos oldala
- A zsumberki közösség honlapja
- Szamobor város turisztikai egyesületének honlapja